# Salaš à Verušić
Le salaš à Verušić (en serbe cyrillique : Салаш на Верушићу ; en serbe latin : Salaš na Verušiću) est situé près de Subotica, dans la province de Voïvodine et dans le district de Bačka septentrionale, en Serbie. Il est inscrit sur la liste des monuments culturels protégés de la République de Serbie (identifiant no SK 1839).
Un « salaš » est une ferme traditionnelle de la plaine pannonienne.

## Présentation
Le bâtiment résidentiel et l'étable ont été construits en 1911. Un puits a été creusé avant les travaux de maçonnerie pour fournir de l'eau lors de la construction. Le chef de famille est mort en 1915 et sa femme ne s'est pas remariée et leurs fils ont repris la ferme. Une petite maison, un four à pain et plusieurs hangars ont été ajoutés en 1923. En 1960, un porche a été ajouté à l'édifice, ce qui a permis la modification de la pièce donnant sur le devant.